# 木子七郎
木子 七郎（きご しちろう、1884年（明治17年）4月30日 - 1955年（昭和30年）8月24日）は、日本の建築家。

## 経歴
1884年（明治17年）、宮内省内匠寮技師の木子清敬の四男として京都に生まれる。木子幸三郎の弟である。1896年（明治29年）、高等師範学校附属小学校（現・筑波大学附属小学校）卒業。1901年（明治34年）、高等師範学校附属中学校（現・筑波大学附属中学校・高等学校）卒業。
第四高等学校を経て、東京帝国大学工科大学建築科に入る。1911年（明治44年）、東京帝国大学工科大学建築学科を卒業。大林組設計部技師として来阪。1913年（大正2年）、大林組を退職し、木子七郎建築事務所を開設する。建築設計監督の業務を開始。その後、日本赤十字社病院嘱託、日本赤十字社大阪支部病院嘱託、合資会社新田帯革製造所嘱託などを務める。
1921年（大正10年）、海外を視察（中国、インド、欧州、アメリカ）。1937年（昭和12年）、フランスより、レジオンドヌール勲章を授与される。1955年（昭和30年）、逝去。

## 人物
大阪を拠点に公共建築などの設計を手がけた。とりわけ、妻・カツの父で、新田帯革製造所（現・ニッタ）創始者の新田長次郎関係の作品が多く、新田家の出身地である愛媛県にも作品を残している。
木子の設計による日本赤十字社大阪支部病院は、1934年（昭和9年）の病棟改築の後も第二期工事として本館の改築が予定されていた。ところが日中戦争の勃発により建設が中断。戦後の本館新築に際しては、存命だった木子から日本赤十字社に申し入れがあり、設計が依頼された。ところが欧米の病院へ視察に向かう10日前に熱海の自宅（当時）で吐血して倒れ、果たせなかった。木子のあと日本赤十字社の嘱託であった松井貴太郎が設計を行い、1959年（昭和34年）に完成した。
住所は大阪市東区十二軒町。

## 家族・親族
木子家
- 妻・カツ（1895年 - ?、大阪、新田長次郎の長女）[4]

親戚
- 兄・木子幸三郎[1]（東京士族[4]、建築家）
- 妻の父・新田長次郎（実業家） - 新田帯革製造所（現ニッタ）の創業者。

## 主な作品
*現況欄の✕は現存せず
| 建造物名                                             | 画像 | 年                  | 所在地             | 現況           | 備考                                                        |
| ---------------------------------------------------- | ---- | ------------------- | ------------------ | -------------- | ----------------------------------------------------------- |
| 旧木子七郎邸                                         |      | 1913年（大正2年）？ | 大阪市中央区       |                |                                                             |
| 旧新田長次郎琴乃浦別邸 (現・琴ノ浦温山荘)            |      | 1915年（大正4年）   | 和歌山県海南市     | 重要文化財     |                                                             |
| 大阪国技館(初代)                                     |      | 1919年（大正8年）   | 大阪市浪速区       | 現存せず       |                                                             |
| 旧山陰合同銀行出雲支店                               |      | 1920年（大正9年）   | 島根県出雲市       | 現存せず       |                                                             |
| 旧稲畑二郎邸 （岡本の洋館）                          |      | 1928年（昭和3年）   | 兵庫県神戸市東灘区 |                |                                                             |
| 旧久松伯爵本邸 (現・萬翠荘）                         |      | 1922年（大正11年）  | 愛媛県松山市       | 重要文化財     |                                                             |
| 石崎汽船旧本社                                       |      | 1925年（大正14年）  | 愛媛県松山市       | 登録有形文化財 |                                                             |
| 旧山口萬吉邸 （現・九段ハウス）                      |      | 1928年（昭和3年）   | 東京都千代田区     |                | 共同設計：内藤多仲、今井兼次                                |
| 旧新田利國邸 (現・松山大学温山記念会館)              |      | 1928年（昭和3年）   | 兵庫県西宮市       | 登録有形文化財 |                                                             |
| 愛媛県庁本館                                         |      | 1929年（昭和4年）   | 愛媛県松山市       | 登録有形文化財 |                                                             |
| 鍵谷カナ頌功堂                                       |      | 1929年（昭和4年）   | 愛媛県松山市       | 登録有形文化財 |                                                             |
| 松江商工会議所                                       |      | 1929年（昭和4年）   | 島根県松江市       |                |                                                             |
| 旧新田帯革製造所東京出張所                           |      | 1930年（昭和5年）   | 東京都中央区       | 現存せず       | 後の新田ビル                                                |
| 新潟県庁舎本館                                       |      | 1932年（昭和7年）   | 新潟県新潟市       | 現存せず       |                                                             |
| 日本赤十字社大阪支部病院                             |      | 1934年（昭和9年）   | 大阪市天王寺区     | 現存せず       |                                                             |
| 関西日仏学館 (現・アンスティチュ・フランセ関西-京都) |      | 1936年（昭和11年）  | 京都市左京区       | 登録有形文化財 | 原案：レイモン・メストラレ（フランス人） 設計監督：木子七郎 |
| 旧河﨑家住宅主屋                                     |      | 1936年（昭和11年）  | 大阪市都島区       | 登録有形文化財 |                                                             |
| 一楽荘 洋館・二代目田村駒治郎邸                      |      | 1939年（昭和14年）  | 西宮市甲子園       | 現存せず       |                                                             |

## 外部サイト
- 木子七郎 独自に生きた様式建築家（INAX REPORT No.189）